# 朝天镇
朝天镇，是中华人民共和国四川省广元市朝天区下辖的一个乡镇级行政单位。2019年12月，撤销陈家乡、小安乡、宣河镇、柏杨乡和文安乡，将原陈家乡，原小安乡，原宣河镇龙门村、红梁村、天台村，原柏杨乡三友村和原文安乡八庙村、将军村所属行政区域划归朝天镇管辖，朝天镇人民政府驻金牛路377号。

## 行政区划
朝天镇下辖以下地区：
明月路社区、大巴口社区、朝天村、清风村、青云村、朱家村、楼房村、双河村、仇坝村、吴坝村、明月村、金堆村、锦屏村、金场村、三滩村、烟灯村、军师村、重岩村和俞家村。